# Вагоностроение
Вагоностроение — отрасль транспортного машиностроения, производящая вагоны для рельсового транспорта. Отрасль обеспечивает потребности в вагонах магистрального и промышленного железнодорожного транспорта, а также городской рельсовый транспорт: метрополитен и трамвай.

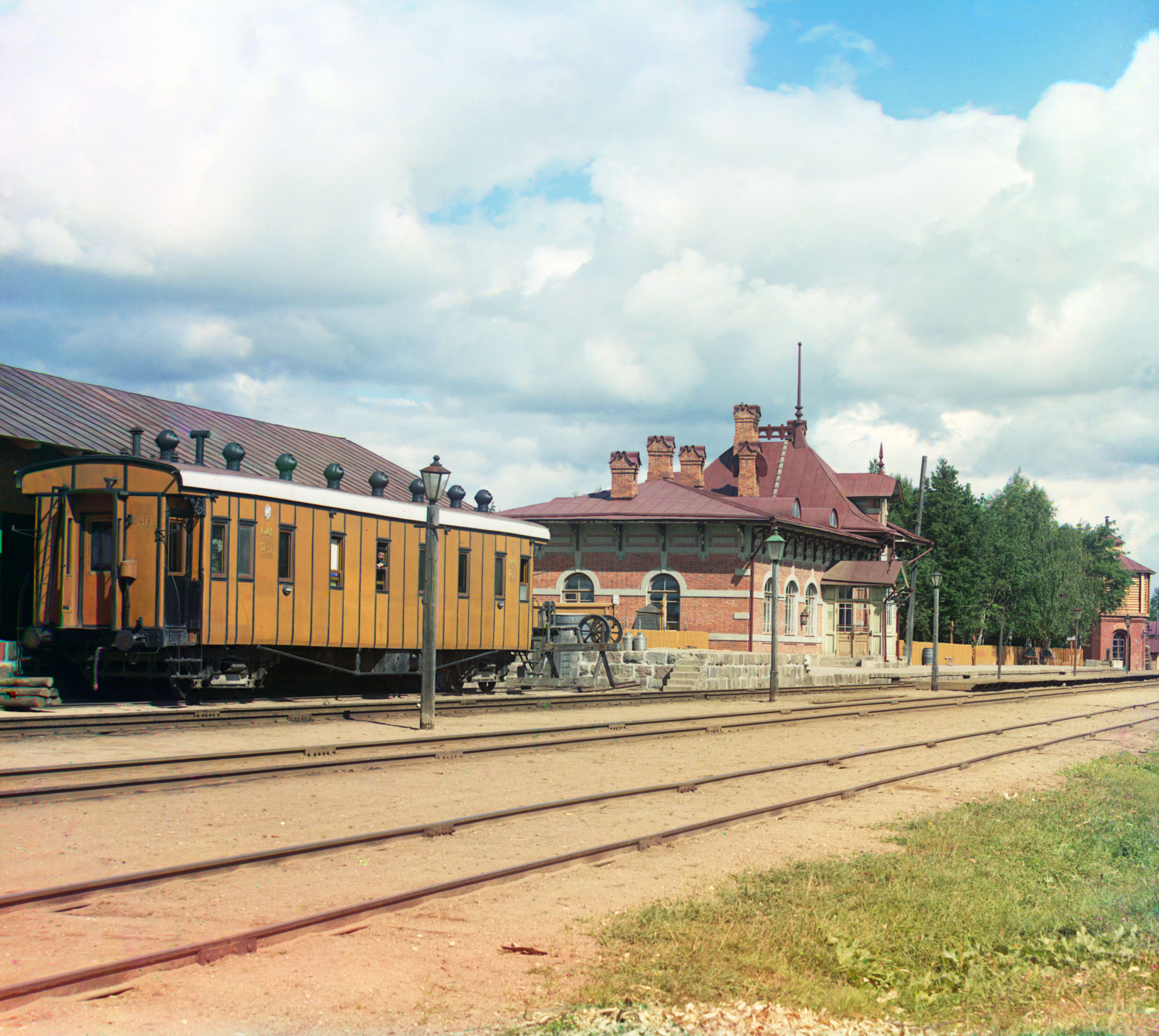
Пассажирский вагон на станции Бородино. 1911 год

Вагоностроение как отрасль машиностроения зародилось в развитых в промышленном отношении странах во время начала железнодорожной эры. Впервые необходимость строительства вагонов появилась в Великобритании в связи со строительством дороги Ливерпуль — Манчестер. Затем  к списку стран, строивших железные дороги, буквально за несколько лет присоединились США, Франция, Германия, Бельгия, Австро-Венгрия. Уже к концу 1830-х годов в Великобритании, США, Германии, Бельгии насчитывалось по нескольку заводов, строивших для железных дорог подвижной состав. Очевидно, что первоначально строились паровозы и вагоны на одних и тех же заводах, затем появилась специализация заводов, выделились отдельные вагоностроительные заводы. В 1840-е годы и в Российской Империи заводы стали строить вагоны.

## История

### Первые шаги вагоностроения

#### В России
Выпуск первых вагонов в России (вагонеток) относится к середине XVIII века. В этот период вагонетки использовались не на железных дорогах, а на рудничных и внутризаводских рельсовых дорогах.
Производство первых отечественных вагонов для железной дороги между Москвой и Санкт-Петербургом было налажено на Александровском заводе в Санкт-Петербурге в 1846 году. На этом заводе изготавливались крытые четырёхосные вагоны грузоподъёмностью в 8,2 тонн (при таре 7,8 тонн), имеющие центральную сцепку и без буферов, пассажирские вагоны разных типов. Для этих вагонов из-за границы были получены вагонные оси и рессорная сталь, так как промышленность России тогда не производила сталь нужного качества. Платформы, изготавливавшиеся на основе крытого вагона, имели грузоподъёмность 10 тонн при таре 6 тонн. С 1846 по 1848 год Александровский завод изготовил 1991 крытый вагон и 580 платформ.

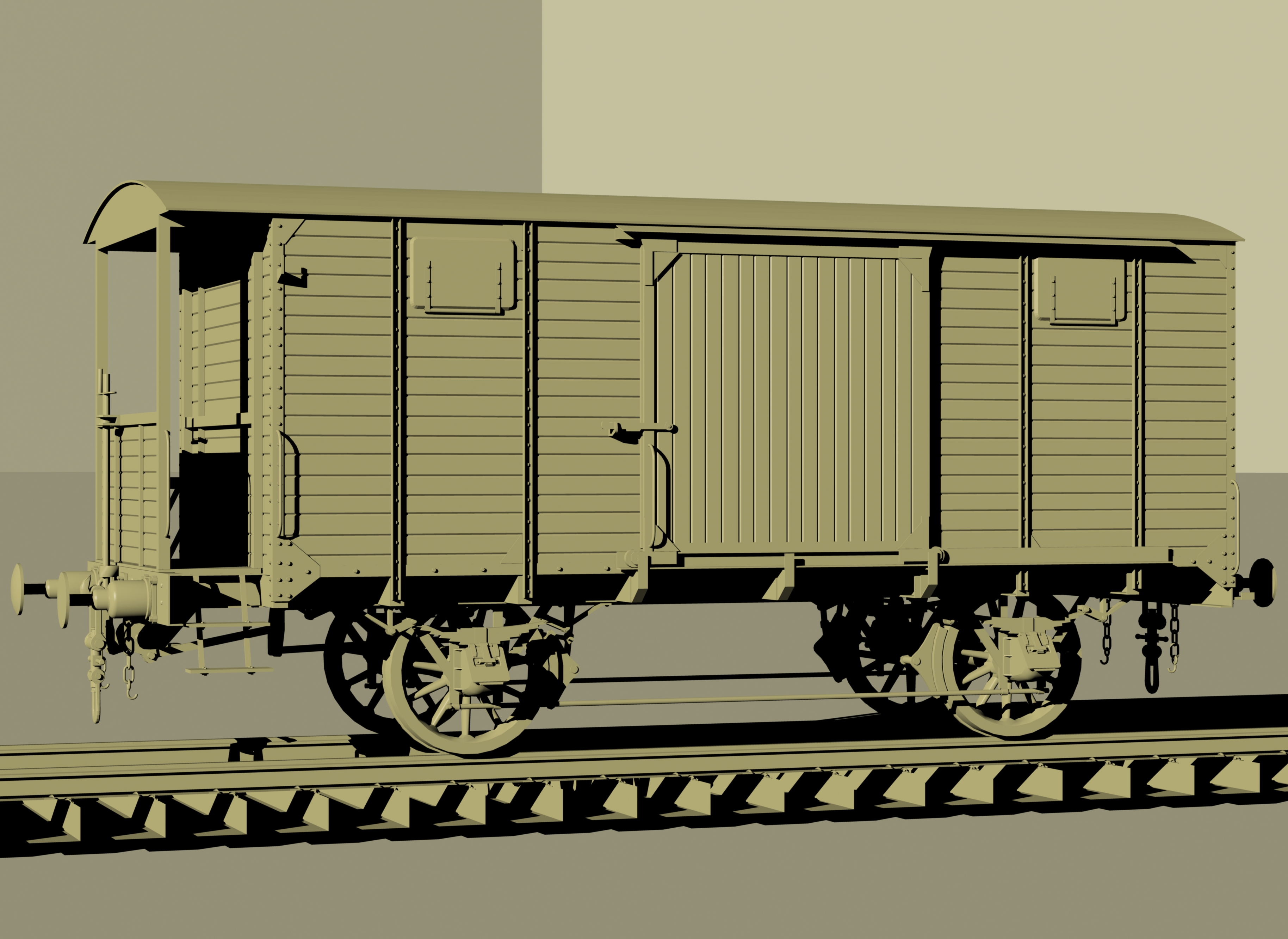
Нормальный товарный вагон

В это время происходило бурное строительство железных дорог в России. За границей закупались паровозы и вагоны, но постепенно выпуск подвижного состава осваивала и отечественная промышленность.
Для Московско-Курской железной дороги, которая начала строиться в 1865 году, были заказаны вагоны на трёх отечественных заводах. Это был машиностроительный завод Вилиамса и Бухтеева в Москве (завод принял заказ на 1900 вагонов), завод Бремме и Левестама в Москве (заказ на 1400 вагонов), завод братьев Струве в Коломне (будущий Коломенский завод, тогда принял заказ на 80 крытых вагонов). Эти три завода получали из-за границы бандажи, рессорную сталь, оси, колёса.
С конца 1860-х годов вагоны начинают строить мастерские многих железных дорог Российской империи, имевшие свободные мощности (Петербургско-Варшавской, Юго-Западной, Московско-Нижегородской), подключались к выпуску вагонов и заводы: Путиловский (в 1874 году началось изготовление товарных вагонов, в 1888 году пассажирских), Сормовский, Русско-Балтийский (с 1869 года), Радицкий и Брянский (оба с 1879 года). В 1855 году появились первые двухосные вагоны с грузоподъёмностью 6,5 — 10 тонн. Начинается выпуск специализированных вагонов: живорыбных, пороховых, вагонов-бань, ледников (с 1862), вагонов для перевозки крупного рогатого скота. C1872 года начато строительство вагонов-цистерн, с 1876 года — санитарных вагонов, с 1878 года — для древесного угля. Строили их заводы в Варшаве, Риге, Нижнем Новгороде, Петербурге, Москве.
Несмотря на строительство вагонов в России, частные железные дороги заказывали вагоны и из-за рубежа. Вагоны для России строили предприятия Германии, Франции, Великобритании, Австрии по собственным чертежам. В 1870 году Министерством путей сообщения Российской империи было предложено всем заводам, строившим вагоны, прекратить ввоз комплектующих вагонов из-за рубежа. Это привело к тому, что через несколько лет после бурного начала российского вагоностроения ряд заводов свернули производство вагонов и число вагоностроительных предприятий сократилось до восьми. К 1875 году на железных дорогах Российской империи насчитывалось около 52 тысяч товарных вагонов и платформ, причём около половины из них было заграничного происхождения. К 1885 году ввоз товарных вагонов из-за границы был прекращён, так как заводы, работавшие в России, обеспечивали все потребности. В период Русско-турецкой войны в 1877—1878 гг. из-за внезапно увеличившейся потребности потребовалось ввезти из-за границы около четырёх тысяч вагонов. Заводы в России за 1875—1880 гг. построили свыше 36 тысяч товарных вагонов.
В 1868—1878 годах из-за проблем в формировании колёсных пар появились деревянные колёсные  пары с центрами системы Манзеля и стальными бандажами. При условии добросовестного изготовления из качественного твёрдого дерева (дуб, тик) и после проварки в масле колёсные пары с центрами системы Манзеля служили долго, имели мягкий бесшумный ход, меньший износ бандажей. В этот период все вагоностроительные заводы в Москве выпускали товарные вагоны с колёсами системы Манзеля, также часть пассажирских вагонов имели такие колёсные пары. Впоследствии эти колёса были переформированы и получили железные и чугунные центра.
На базе прототипа Ковровских мастерских Московско-Нижегородской железной дороги был в 1875 году создан «товарный вагон нормального типа», имевший грузоподъёмность 12.5 тонн. Затем последовало увеличение грузоподъёмности вагонов до 15 тонн, в 1911 году — до 16.5 тонн. Нормальный товарный вагон оставался основным типом грузовых вагонов вплоть до создания в конце 1920-х и 1930-х годах в СССР новых типов вагонов.
В 1889 году на железных дорогах России было введено в законодательном порядке «Общее соглашение о взаимном пользовании товарными вагонами», таким образом были созданы все предпосылки для прямого бесперегрузочного сообщения товарных вагонов.
Период с 1885 по 1895 год был застойным периодом в промышленности Российской империи. После этого начался рост промышленного производства, вновь строились железнодорожные линии (тогда начиналось строительство Транссибирской магистрали), снова требовалось увеличивать парк вагонов. Однако ряд вагоностроительных заводов уже свернули производство, вагоноремонтные мастерские дорог также были заняты только ремонтом. В 1890—1891 гг. случился неурожай в большей части Черноземья и Среднего Поволжья (17 губерний с населением 36 млн человек), что вызвало необходимость перевозки хлеба с юга страны. Обширные по объёму закупки, сопровождавшиеся движением хлебных грузов против обычного направления, дезорганизовали железные дороги, на станциях скапливался хлеб, предназначенный к погрузке. В других местах скапливались вагоны из-под выгрузки, которые не могли своевременно отправить к месту погрузки. Это дало ясно понять, что недостаток вагонного парка может привести к тяжёлым последствиям, стал ощущаться недостаток вагонов грузового парка.
Для исправления ситуации открывались новые вагоностроительные заводы: завод в Петербурге (в 1895), Мытищинский в 1896 году, завод «Двигатель» в Ревеле, приспособлен для вагоностроения завод «Феникс» в Риге. Производство товарных вагонов (крытые, платформы, цистерны) было развёрнуто на судостроительном заводе в городе Николаев. Киевский машиностроительный завод в 1898 году строил крытые вагоны, платформы и цистерны. В 1899 году в Твери начал работу Верхневолжский завод (ныне Тверской вагоностроительный), первоначально он выпускал только товарные вагоны, затем занялся и пассажирскими. Причём Тверской завод строил пассажирские вагоны европейской колеи по заказам железных дорог Италии, Австрии, Сербии. В 1900 году начинает работу Усть-Катавский вагоностроительный завод. Первоначально он выпускал платформы и вагоны нормального типа, четырёхосные угольные полувагоны, а также в небольшом количестве пассажирские вагоны и вагоны узкой колеи для местной уральской промышленности. В 1903 году организовано производство крытых вагонов и платформ на Торецком заводе у станции Дружковка. Производство товарных вагонов было организовано на Харьковском паровозостроительном заводе, Нижнеднепровском металлургическом и на небольшом заводе Артура Коппеля (Петербург).
Таким образом в 1910 году вагоны в России строили 19 заводов.
В 1913 году в Российской империи было выпущено 12 тысяч грузовых вагонов и 1507 пассажирских. В годы Первой мировой войны выпуск вагонов увеличился, так в 1915 году выпуск товарных вагонов составил 36525 ед. Однако спрос на подвижной состав рос поэтому 18 июня 1915 года и 29 августа 1916 года  Совет министров принял постановление "Об установлении цен на товарные паровозы, тендера к ним и пассажирские вагоны по казенным заказам в 1916 году", увеличив цены на подвижной состав для того, чтобы стимулировать его производство, в первую очередь для обеспечения военных перевозок. 
Для паровозов типа 0—5—0 цена была установлена цена 73.216 руб. 13 коп. за единицу, для восьмиколесных тендеров — 13.533 руб. 87 коп. 
Для пассажирских вагонов IV класса без служебного отделения — 13.350 руб., со служебным отделением — 13.628 руб.  
Для вагонов III класса — 25.800 руб.

#### За рубежом
В США

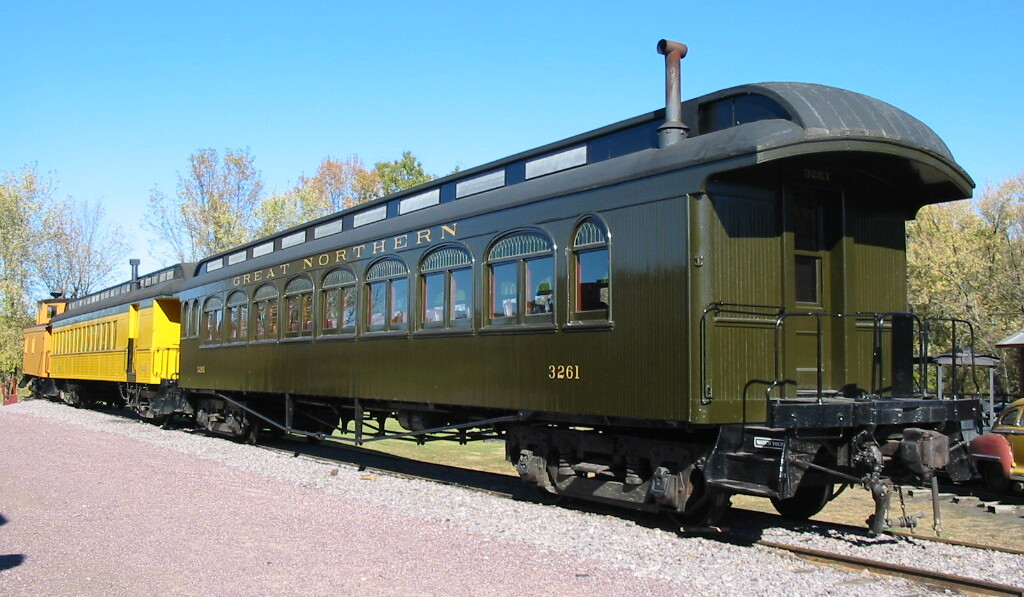
Пассажирский вагон в Mid-Continent Railway Museum, Висконсин

В 1864 году компания Пульман приступила к выпуску комфортабельных пассажирских вагонов.
В 1875 году на железной дороге Midland Railway появляются вагоны с числом осей 6 и 8.
В 1877 году изобретены автоматические вакуумные тормоза.
В Великобритании
В 1844 году в Великобритании был издан документ, регламентирующий единые минимальные требования к пассажирским вагонам
В 1882 году на дороге Great Northern Railway в пассажирских вагонах появились туалеты.

### Развитие вагоностроения
СССР
В 1922 году начат серийный выпуск четырёхосных грузовых вагонов, а в 1928 году четырёхосных пассажирских.
В 1933 году было создано Научно-исследовательское бюро вагоностроения (впоследствии НИИ вагоностроения). С 1935 года все вновь проектируемые вагоны испытывались этим бюро.
В годы второй пятилетки (1933—1937) начал выпускать продукцию Уралвагонзавод, свой первый вагон он выпустил 11 октября 1936 года. Начался выпуск цельнометаллических вагонов, получила развитие производственная кооперация. За счёт широкого внедрения сварки конструкция вагонов была облегчена.
В 1940 году было выпущено 30880 грузовых вагонов и 1051 пассажирский.
В первые годы после Великой Отечественной войны в короткие сроки были восстановлены ряд вагоностроительных заводов: Калининский, Крюковский, Днепродзержинский, Ленинградский им. Егорова, Бежицкий. Были построены на основе эвакуированных или перепрофилированных предприятий Алтайский, Рижский, Демиховский, Калининградский, Лианозовский. Ждановский завод тяжёлого машиностроения освоил поточнове производство вагонов-цистерн, Великолукский начал изготовление хоппер-дозаторов, Ворошиловградский завод — транспортёров.

## Современное вагоностроение и рынок вагонов в России

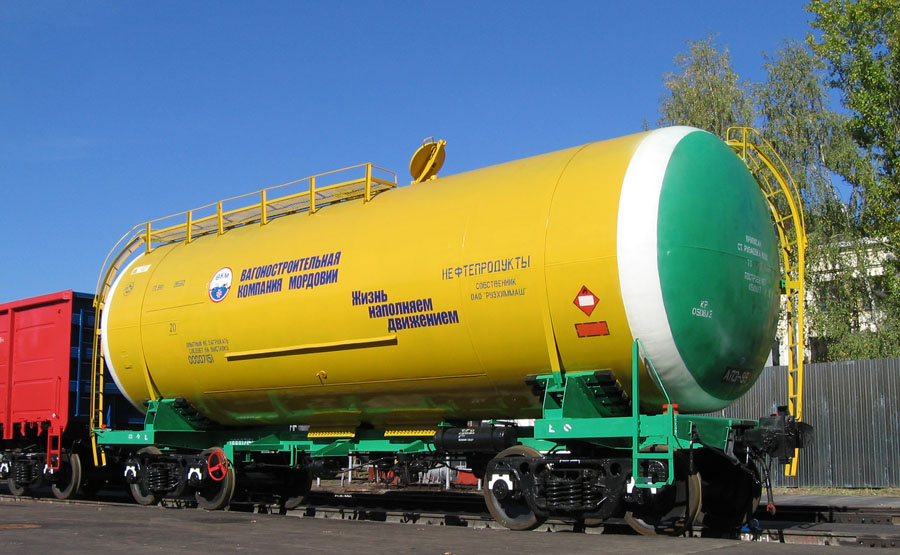
Вагон-цистерна производства Рузхиммаш

Особенностью российского рынка железнодорожного машиностроения является его некоторая обособленность от мирового рынка из-за различия в ширине железнодорожной колеи в странах СНГ и ряде прилегающих стран (1520 мм) и в большинстве европейских стран (1435 мм).
Бурное развитие бизнеса операторов подвижного состава в России привело к тому, что вагоностроение, переживавшее с конца 1980-х до конца 1990-х годов период спада, когда закупки новых вагонов были снижены с десятков тысяч вагонов в год до нескольких сотен, начиная с 2000 года стабильно растёт, а начиная с 2003 года, когда операторские компании начали активно инвестировать в приобретение нового подвижного состава, вагоностроение вышло на новый уровень производства, существенно превышающий показатели начала 2000-х годов.
Начавшийся в 2001—2002 годах рост производства грузовых вагонов привёл к тому, что к 2007 году их выпуск, по всем странам СНГ, достиг 70 тыс. единиц, причём более 41 тыс. единиц было произведено в России.
В 2024 году в России было произведено почти 70 тыс. вагонов. Ожидается, что в 2025 это число снизится до 60 тыс. (почти на 15%). 